# Gulhuvad snårsparv
Gulhuvad snårsparv (Atlapetes flaviceps) är en sydamerikansk tätting i familjen amerikanska sparvar. Den förekommer endast i Anderna i Colombia. Arten är fåtalig och listas som nära hotad.

## Kännetecken
Gulhuvad snårsparv är en 17 centimeter lång olivgul sparv som trivs i undervegetation. Huvudet är gult med en tydlig gul tygel, ögonring och svagt ögonbrynsstreck. Ovansidan är mörkt olivgrön och undersidan gul. Mängden gult på huvudet varierar av oförklarlig anledning. Lätet består av några diskanta hesa gnissliga toner följda av ett flöde snabbare toner.

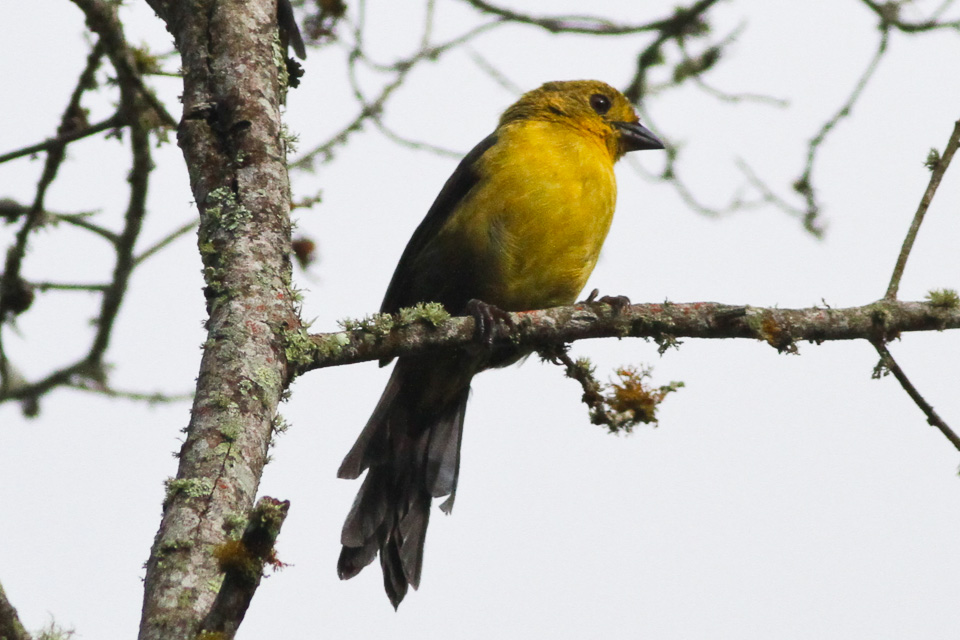

## Utbredning och systematik
Fågeln förekommer i centrala Andernas östra sluttning i Colombia. Den har påträffats en gång i dalen La Plata Vieja i Huila. Typexemplaren insamlades i Tochedalen i Tolima där den fortfarande är relativt vanlig. Den behandlas som monotypisk, det vill säga att den inte delas in i några underarter.

### Familjetillhörighet
Tidigare fördes de amerikanska sparvarna till familjen fältsparvar (Emberizidae) som omfattar liknande arter i Eurasien och Afrika. Flera genetiska studier visar dock att de utgör en distinkt grupp som sannolikt står närmare skogssångare (Parulidae), trupialer (Icteridae) och flera artfattiga familjer endemiska för Karibien.

## Levnadssätt
Arten verkar har anpassat sig väl till skogsområden som har degraderats på grund av avverkning. Den finns framför allt i tät ungskog där klängväxter och återstående träd förekommer men också i buskiga och igenvuxna bönfält på 1300 till 2500 meters höjd över havet. Den lever av små frukter, insekter och frön. Ungfåglar har setts i juni och adulta fåglar som samlar bomaterial i oktober.

## Status och hot
Fram tills nyligen ansågs gulhuvad snårsparv vara starkt utrotningshotad, baserat på en mycket liten population som uppskattades till endast 250–1 000 individer som dessutom troddes minska i antal. Senare studier har dock visat att beståndet är större än man tidigare trott, uppskattat till 10 000–20 000 individer, och att minskningstakten troligen är relativt långsam. Sedan 2020 har gulhuvad snårsparv därför avförts från internationella naturvårdsunionen IUCN:s röda lista för hotade arter, nedgraderad till den lägre hotkategorin nära hotad (NT).

## Namn
Arten har tidigare på svenska kallats olivhuvad buskfink.